# Burt County
Das Burt County ist ein County im US-Bundesstaat Nebraska. Der Verwaltungssitz (County Seat) ist Tekamah.

## Geographie
Das County liegt im Osten von Nebraska und grenzt an Iowa, von dem es durch den Missouri getrennt ist. Das Burt County hat eine Fläche von 1287 Quadratkilometern, wovon 11 Quadratkilometer Wasserfläche sind. Es grenzt an folgende Countys:
|               | Thurston County   | Monona County (Iowa)   |
| Cuming County |                   |                        |
| Dodge County  | Washington County | Harrison County (Iowa) |

## Geschichte

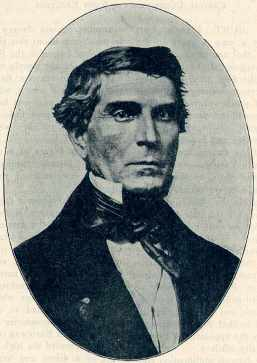
F. Burt

Das Burt County wurde 1854 als eines der neun Originalcountys von Nebraska gebildet. Benannt wurde es nach Francis Burt (1807–1854), dem ersten Gouverneur des Nebraska-Territoriums (1854).

Elf Bauwerke und Stätten des Countys sind im National Register of Historic Places eingetragen (Stand 10. Februar 2018). Darunter ist auch das Burt County Courthouse in Tekamah (Nr. 89002223).

## Demografische Daten

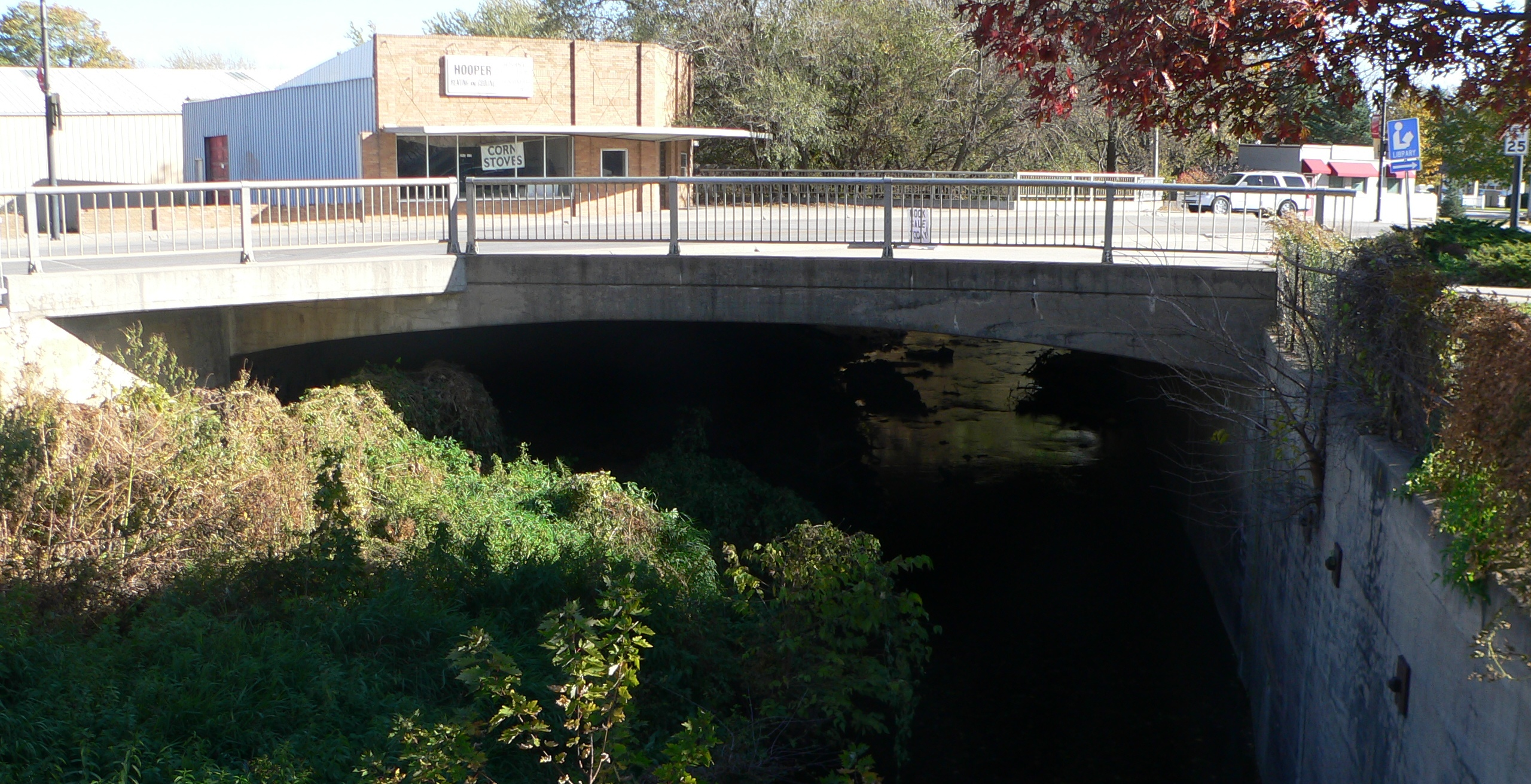
Tekamah City Bridge, gelistet im NRHP

Nach der Volkszählung im Jahr 2000 lebten im Burt County 7791 Menschen in 3155 Haushalten und 2240 Familien. Die Bevölkerungsdichte betrug 6 Einwohner pro Quadratkilometer. Ethnisch betrachtet setzte sich die Bevölkerung zusammen aus 97,63 Prozent Weißen, 0,18 Prozent Afroamerikanern, 1,07 Prozent amerikanischen Ureinwohnern, 0,19 Prozent Asiaten, 0,03 Prozent Bewohnern aus dem pazifischen Inselraum und 0,22 Prozent aus anderen ethnischen Gruppen; 0,69 Prozent stammten von zwei oder mehr Ethnien ab. 1,26 Prozent der Bevölkerung waren spanischer oder lateinamerikanischer Abstammung, die verschiedenen der genannten Gruppen angehörten.
|  |

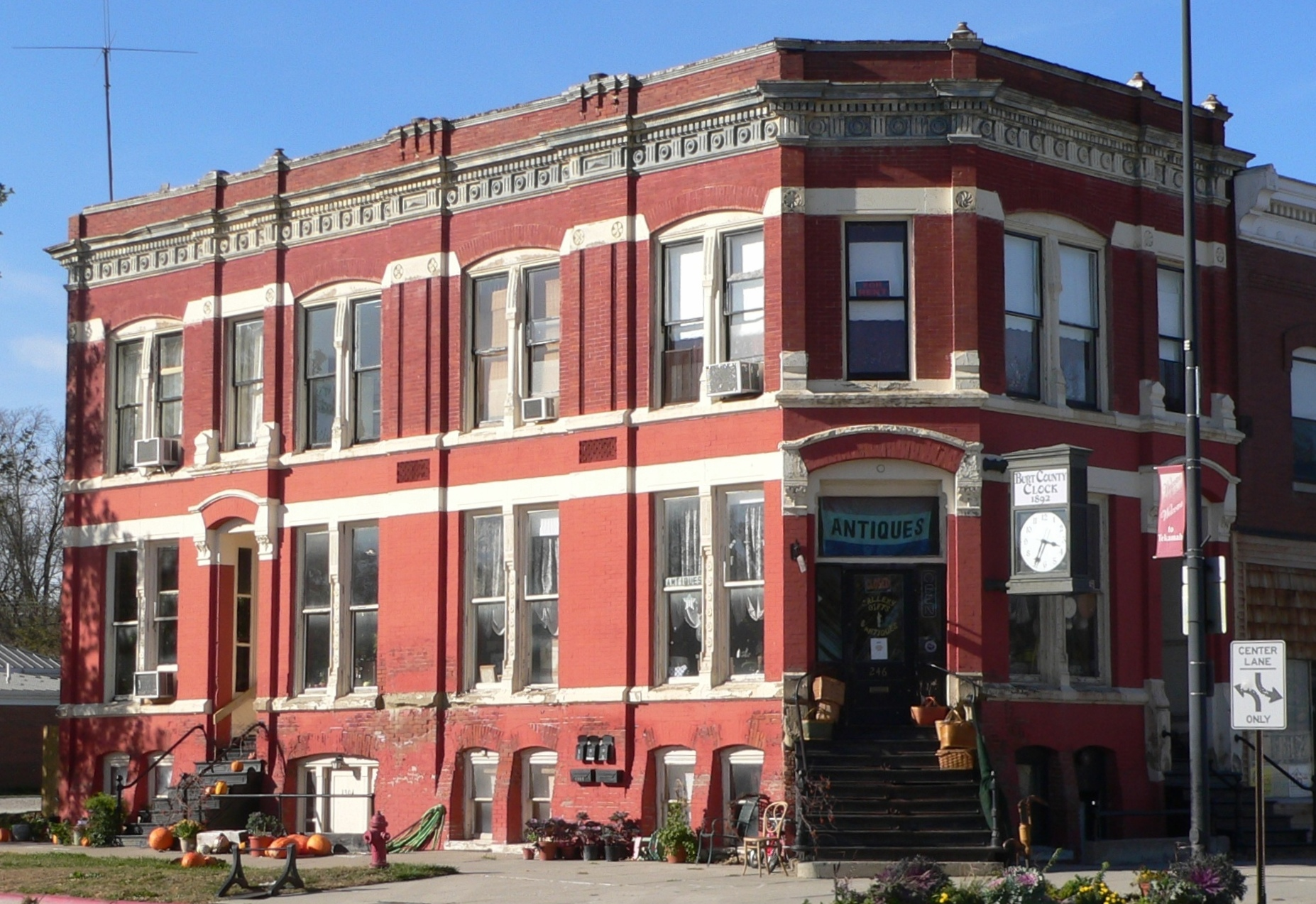
Burt County State Bank, gelistet im NRHP

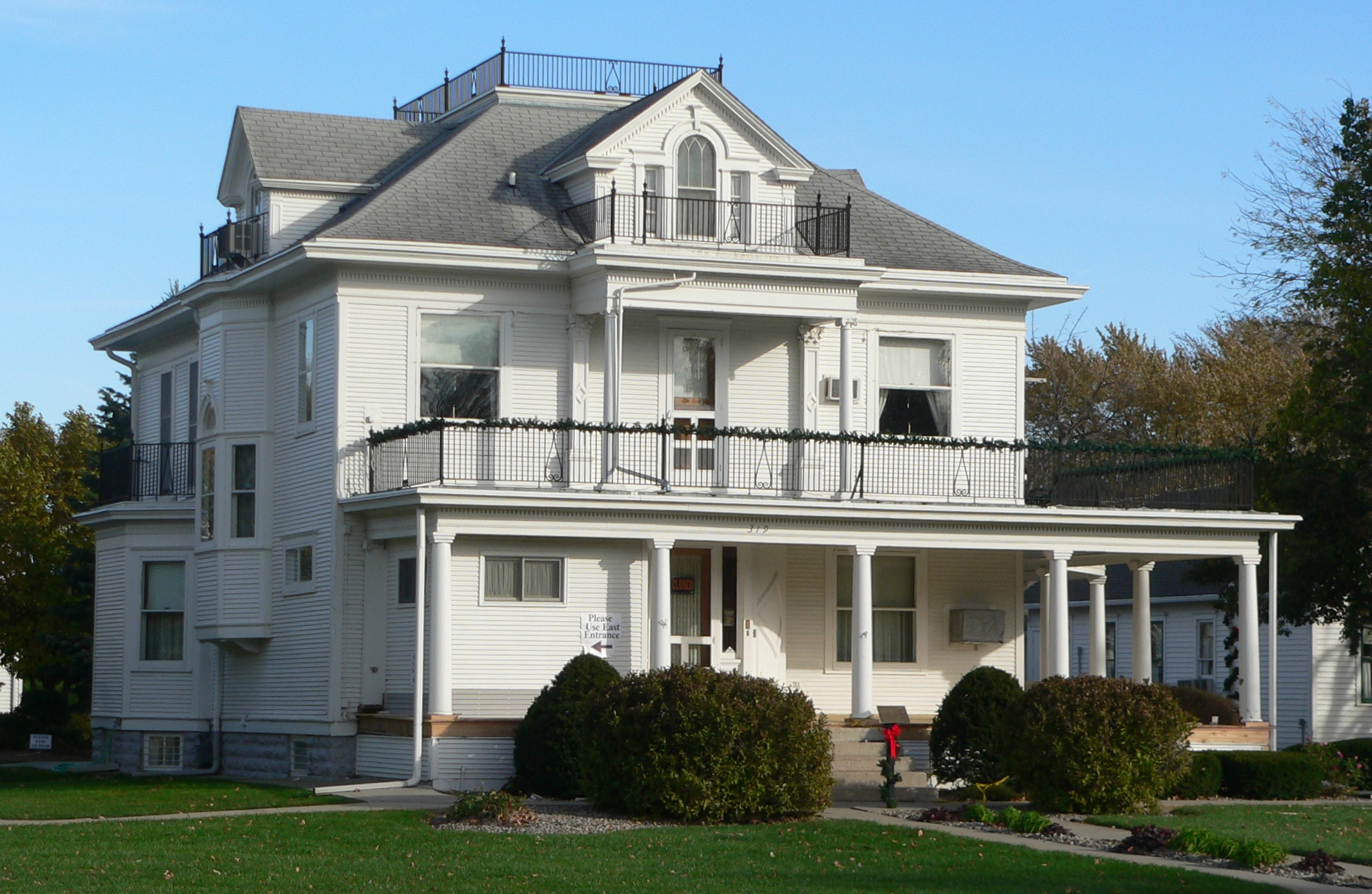
E.C. Houston House, gelistet im NRHP

Von den 3155 Haushalten hatten 29,5 Prozent Kinder und Jugendliche unter 18 Jahre, die bei ihnen lebten. 61,3 Prozent waren verheiratete, zusammenlebende Paare, 6,2 Prozent waren allein erziehende Mütter, 29,0 Prozent waren keine Familien, 26,5 Prozent waren Singlehaushalte und in 15,6 Prozent lebten Menschen im Alter von 65 Jahren oder darüber. Die Durchschnittshaushaltsgröße lag bei 2,43 und die durchschnittliche Familiengröße bei 2,93 Personen.
Auf das gesamte County bezogen setzte sich die Bevölkerung zusammen aus 25,7 Prozent Einwohnern unter 18 Jahren, 5,4 Prozent zwischen 18 und 24 Jahren, 23,4 Prozent zwischen 25 und 44 Jahren, 23,8 Prozent zwischen 45 und 64 Jahren und 21,8 Prozent waren 65 Jahre alt oder darüber. Das Durchschnittsalter betrug 42 Jahre. Auf 100 weibliche kamen statistisch 93,8 männliche Personen. Auf 100 Frauen im Alter von 18 Jahren oder darüber kamen statistisch 91,8 Männer.

Das jährliche Durchschnittseinkommen eines Haushalts betrug 33.954 USD, das Durchschnittseinkommen der Familien betrug 40.515 USD. Männer hatten ein Durchschnittseinkommen von 28.750 USD, Frauen 20.663 USD. Das Prokopfeinkommen betrug 16.654 USD. 6,6 Prozent der Familien und 8,9 Prozent der Bevölkerung lebten unterhalb der Armutsgrenze. Davon waren 11,8 Prozent Kinder oder Jugendliche unter 18 Jahre und 8,3 Prozent waren Menschen über 65 Jahre.

## Städte und Gemeinden
| Citys - Lyons - Oakland - Tekamah | Villages - Craig - Decatur |

Townships
- Arizona Township
- Bell Creek Township
- Craig Township
- Decatur Township
- Everett Township
- Logan Township
- Oakland Township
- Pershing Township
- Quinnebaugh Township
- Riverside Township
- Silver Creek Township
- Summit Township